# 721 f.Kr.
| 721 f.Kr.          |
| ------------------ |
| Dødsfald - Fødsler |

## Begivenheder
- 19. marts – I Babylon registreres første måneformørkelse.